# Frank Strozier
Frank R. Strozier (* 13. Juni 1937 in Memphis, Tennessee) ist ein US-amerikanischer Altsaxophonist, Klarinettist, Flötist und Komponist des Hardbop.

## Leben und Wirken
Strozier hatte als Kind Klavier- und später Saxophonunterricht und wuchs in der Rhythm-and-Blues-Stadt Memphis mit Schulkameraden wie George Coleman, Hank Crawford, Harold Mabern und Booker Little auf; die Sängerin Othella Dallas ist seine Halbschwester. 1954 begann er am Konservatorium von Chicago ein Musikstudium, das er 1958 abschloss. Neben dem Studium wirkte er an Sessions mit Musikern wie  Johnny Griffin und Clifford Jordan mit, spielte mit Booker Little und 1957 mit Walter Perkins’ Gruppe MJT+3, mit der Strozier 1958 erstmals nach New York ging. Dort nahm er 1960 das Album Waltz Of The Demons als Co-Leader eines Quintetts mit Booker Little auf. 1961 bis 1964 spielte er im Quartett von Roy Haynes, 1963 gehörte er kurz der Band von Miles Davis an und war mit ihm auf Tournee; 1965 ließ er sich in Los Angeles nieder. Im gleichen Jahr war er Mitglied der Band von Shelly Manne, spielte ein Album mit Chet Baker ein und gehörte dann zur Band von Oliver Nelson und zum Don Ellis Orchestra. Meist arbeitete Strozier aber als Studiomusiker in Hollywood in kommerziellen Bereichen.
1971 zog Strozier nach New York, wurde dort als Lehrer tätig und spielte mit den Jazz Contemporaries, der New York Jazz Repertory Company 1974, danach gleichzeitig mit dem Oktett von George Coleman und dem Quartett von Louis Hayes, mit dem er 1976 Europa besuchte. 1976 und 1977 entstanden wieder Alben unter eigenem Namen; außerdem war er im Laufe seiner Karriere an Einspielungen mit McCoy Tyner, Roy Haynes, Booker Ervin, Shelly Manne, MJT+3, Don Ellis, Harold Mabern, Bobby Pierce, Horace Parlan und Johnny Griffin beteiligt.
Sein größter Einfluss waren die Saxophonisten Charlie Parker und Lee Konitz: Sogar soweit es meinen Einstieg in den Jazz betrifft, waren sie die beiden Altisten, die ich zuerst gehört habe. Sie sind wohl am ehesten verantwortlich dafür, dass ich mit Jazz zu tun habe. Der unterbewertete Altsaxophonist Frank Strozier hat, ähnlich wie Jackie McLean, von Parker ausgehend,  einen eigenständigen Stil auf dem Altsaxophon gefunden. Seine solistische Eloquenz und sein warmer Ton wurden von seinen Kollegen gepriesen.

## Diskografische Hinweise

### Als Leader
- Fantastic Frank Strozier (Vee Jay, 1959/60) mit Booker Little, Wynton Kelly, Jimmy Cobb, Vernell Fournier
- Waltz Of The Demons(Atlantic Records, 1960) mit Booker Little, Wynton Kelly, Paul Chambers, Jimmy Cobb
- Long Night/March of the Siamese Children (Milestone Records, 1961/62) mit George Coleman, Harold Mabern, Al Dreares, Walter Perkins
- Remember Me (Steeplechase, 1976) mit Harold Mabern, Howard Johnson
- What´s Going On (Steeplechase, 1977) mit Stafford James, Louis Hayes

### Als Sideman
- Chet Baker: Baby Breeze (Verve, 1965)
- Booker Ervin: Exulation (OJC, 1963)
- Shelly Manne & His Men: Perk Up (Concord, 1967; ed. 1977)